# Współdziałanie
Współdziałanie – uzgodnione ześrodkowanie wysiłków i działań różnych rodzajów wojsk i sił zbrojnych co do zadań, czasu, miejsca, przestrzeni i ich taktyczno-operacyjnych możliwości w myśl ogólnego zamiaru osiągnięcia celu operacji czy walki.
Celem współdziałania jest takie wykorzystanie materialnych i moralnych możliwości poszczególnych rodzajów wojsk i sił zbrojnych do zorganizowanego działania, aby w najkorzystniejszych warunkach, przy jak najmniejszych stratach własnych, załamać wolę walki nieprzyjaciela i narzucić swoją wolę.
Aktualnie w SZ RP termin „współdziałanie” wypierany jest terminem „synchronizacja działań”. Cele synchronizacji są zbliżone do celów współdziałania.

## Typy współdziałania
Ze względu na cele, zasięg i strukturę organizacyjną rodzajów wojsk lub sił zbrojnych rozróżnia się: 
- współdziałanie strategiczne

Zespół przedsięwzięć organizacyjno-wykonawczych, zmierzających do skoordynowania działań wojennych prowadzonych przez rodzaje sił zbrojnych i wojsk kilku związków operacyjnych na jednym lub kilku teatrach działań wojennych dla osiągnięcia celów strategicznych.
- współdziałanie operacyjne

Prowadzenie uzgodnionych działań przez związki operacyjne oraz siły i środki rodzajów wojsk i sił zbrojnych dla jak najlepszego wykonania zadań oraz osiągnięcia celu operacji w wyznaczonym czasie i przy minimalnych stratach własnych. Osiąga się je w wyniku podziału wysiłków wojsk co do celu zadań i czasu ich wykonania siłami związków i oddziałów różnych rodzajów wojsk i sił zbrojnych dla osiągnięcia celu operacji.
- współdziałanie taktyczne
- współdziałanie ogniowe

Prowadzenie skoordynowanego ognia przez różne środki walki i pododdziały dla wykonania wspólnego zadania bojowego. Realizuje się je przez podział celów między poszczególne środki ogniowe lub pododdziały rodzajów wojsk, określenie czasu i kolejności otwierania, prowadzenia i przenoszenia ognia oraz takie rozmieszczenie środków ogniowych, które zapewnia utrzymanie między nimi łączności ogniowej.

## Zasady dotyczące organizacji współdziałania
Jeśli nie ustalono inaczej, obowiązują następujące zasady: 
- dowódca działający na lewym skrzydle odpowiedzialny jest za organizację współdziałania z dowódcą tego samego szczebla działającym z jego prawej strony,
- dowódca znajdujący z tyłu odpowiedzialny jest za organizację współdziałania z jednostką znajdującą się z przodu,
- dowódca wspierany odpowiedzialny jest za organizację współdziałania z dowódcą wspierającym,
- dowódca będący w rejonie działania odpowiada za organizację współdziałania z dowódcą wchodzącym lub przemieszczającym się w tym rejonie,
- dowódca luzujący odpowiada za organizację współdziałania z dowódcą luzowanym.

Ponadto:
- dowódca ogólnowojskowy odpowiada jest za organizację współdziałania z dowódcami sił powietrznodesantowych, desantowo-szturmowych i lotnictwa wojsk lądowych,
- dowódca wojskowy wchodzący w rejon działania odpowiada za organizację współdziałania z elementami układu pozamilitarnego,
- dowódca desantowej grupy zadaniowej jest odpowiedzialny za prowadzenie działań w całej strefie działań desantowych, w tym również za organizację współdziałania z dowódcą sił desantowych, który odpowiada za prowadzenie działań na brzegu,
- dowódca wojsk aeromobilnych odpowiedzialny jest za współdziałanie z elementami powietrznymi i naziemnymi oraz koordynację działań z elementami obrony powietrznej, kontroli przestrzeni powietrznej i wsparcia powietrznego,
- w działaniach powietrznodesantowych dowódca ugrupowania lotniczego odpowiada za przeprowadzenie przelotu sił powietrznodesantowych, a dowódca działań powietrznodesantowych decyduje o rozpoczęciu zrzutu oraz odpowiada za dowodzenie wojskami powietrznodesantowymi w działaniach.